# Herinneringsmedaille aan Syrië en Cilicië
De Herinneringsmedaille aan Syrië en Cilicië (Frans: Médaille commémorative de Syrie-Cilicie, ook wel kortweg "Medaille du levant" genoemd) was een Franse campagnemedaille.
De medaille werd op 18 juli 1922 ingesteld voor deelname aan de gevechten die uitbraken in het Midden-Oosten in de onmiddellijke nasleep van de Eerste Wereldoorlog waarin Frankrijk tegenover Turkije had gestaan. Naar aanleiding van de Sykes-Picot-overeenkomst waarin Frankrijk en het Verenigd Koninkrijk het Midden-Oosten hadden opgedeeld in invloedssferen, vestigden de Fransen hun gezag in Syrië en Libanon, gebieden die eerder deel van het Osmaanse Rijk hadden uitgemaakt. 
De eerste campagne begon in januari 1920. Het Arabische Koninkrijk Syrië werd in wat de Fransen de Franco-Syrische Oorlog zouden noemen bezet. Deze campagne eindigde op 24 juli 1920. Toen Franse troepen Damascus hadden veroverd. Het Arabische Koninkrijk Syrië werd opgeheven. Turkije maakte gebruik van de onrust door de  Franse koloniale troepen en het Frans Armeense Legioen aan te vallen. De Turkse bondgenoten, de Kuva-yi Milliye werden verslagen en Frankrijk bezette van mei 1920 tot oktober 1921 het Turkse Cilicië.
De ongemakkelijke wapenstilstand werd op 23 augustus 1925 verbroken door Sultan al-Atrash die officieel een "revolutie tegen Frankrijk" aankondigde. Deze Grote Syrische Opstand, ook wel de "Grote Druzenopstand" genoemd zou enkele jaren zou duren maar resulteerde in een Franse overwinning.

## Geschiedenis
De Herinneringsmedaille aan Syrië en Cilicië werd ingesteld in de Wet van 18 juli 1922. Dat gebeurde naar aanleiding van een wetsvoorstel van de Vicomte de Castelnau Curières, een lid van de wetgevende vergadering en voorzitter van de militaire Commissie.
Een identieke medaille uit de Tweede Wereldoorlog was een schepping van Vichy-Frankrijk dat Syrië tussen 8 juni en 12 juli 1941 tegen de geallieerden verdedigde,
De Vichy-medaille is te herkennen aan de gesp "LEVANT 1941". De meeste veldslagen werden tussen de aan Pétain getrouwe troepen en de Vrije Franse Strijdkrachten van generaal De Gaulle uitgevochten. Dat was en is nog steeds een bron van nationale schande voor Frankrijk. Daarom verbiedt de Wet van 12 april 1944 het dragen van deze medaille.

## Statuut
De Herinneringsmedaille aan Syrië en Cilicië werd uitgereikt aan Franse soldaten en matrozen die tussen 11 november 1918 en 20 oktober 1921 als onderdeel van het Leger van de Levant of van de Franse zeemacht voor de kust van Syrië of Cilicië actief waren. Ook militairen die 21 juli 1925 en 30 september 1926 in dat gebied opereerden en Frans burgerpersoneel van het Ministerie van Defensie kwamen voor decoratie in aanmerking. 
In de jaren voor 1939 werd in een serie decreten vastgelegd dat de medaille na september 1926 alleen nog onder zeer specifieke omstandigheden kon plaatsvinden. Dergelijke toekenningen, ze zijn steeds zonder gesp op het lint, zijn dan ook uiterst schaars. 

## Beschrijving

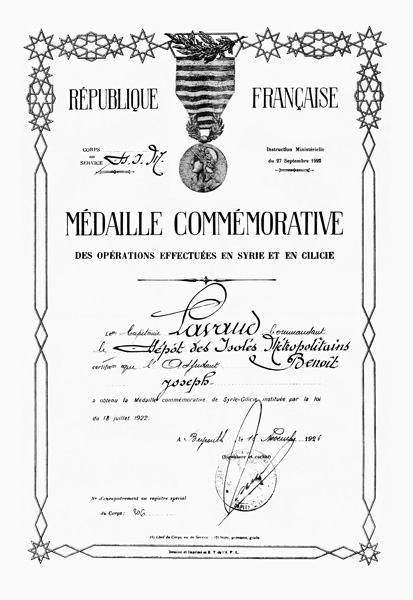
Diploma

De Herinneringsmedaille aan Syrië en Cilicië is van brons en heeft een diameter van 30 millimeter. De voorzijde draagt in reliëf de afbeelding van de "gewapende republiek", een zinnebeeldige afbeelding van een vrouw met helm en harnas. De helm is versierd met een eikenkrans. Het rondschrift luidt "REPUBLIQUE FRANÇAISE"
De keerzijde is bij de medailles van leger en marine gelijk. Afgebeeld is een trofee bestaande uit een geweer en een anker met daarboven twee vaandels met het opschrift "HONNEUR ET PATRIE" en "SYRIE CILICIE". Op de achtergrond staat "LEVANT" boven een landschap met duinen, de muur van een kasbah en palmbomen.
De medaille heeft een verhoging in de vorm van een halve maan en een lauwerkrans, beiden van brons. Het witte zijden lint is 37 millimeter breed in is versierd met 3 millimeter hoge horizontale blauwe en witte strepen.
De door Georges Lemaire ontworpen medaille werd exclusief geslagen bij de Munt in Parijs. Toch zijn er ook medailles met een diameter van 36 millimeter geslagen bij Arthus-Bertrand.
Twee vergulde gespen met oosterse ornamenten kunnen op het lint worden gedragen. De eerste gesp heeft het opschrift "LEVANT" en werd voor deelname aan de operaties tussen 11 november 1918 en 20 oktober 1921 uitgereikt. De tweede gesp met het opschrift "1925 - LEVANT - 1926"  werd voor deelname aan gevechten tegen de Druzen uitgereikt. Beide gespen kunnen  gelijktijdig op het lint worden gedragen.
De dragers kregen ook een diploma uitgereikt.

## Protocol

Baton

De medaille werd na de Herinneringsmedaille aan de Oorlog 1914-1918 maar vóór de Herinneringsmedaille aan de Oorlog in de Oriënt gedragen.
De medaille werd op de linkerborst gedragen. Wanneer men op uniformen geen modelversierselen droeg was een kleine rechthoekige baton in de kleuren van het lint voorgeschreven. De medaille werd ook als miniatuur met een doorsnede van 19 millimeter gedragen op bijvoorbeeld een rokkostuum.

## Opmerkelijke ontvangers
- Generaal Andre Hartemann
- Generaal Raoul Salan
- Kapitein Tounsi Tayeb
- Aalmoezenier Jules Chaperon
- Generaal George Journois
- Generaal Georges Catroux
- Generaal Jean-Éduard Verneau

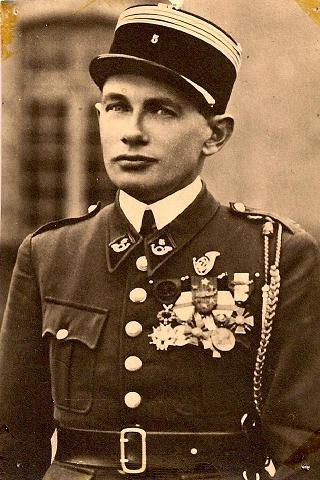
Generaal George Journois met de medaille

- Generaal Jacques Théodore Saconney
- Generaal Andre - Gaston Pretelat
- Generaal Raoul Magrin - Vernerey
- Generaal Mariano Goybet
- Kolonel René Génin